# Arenaria orbiculata
Arenaria orbiculata är en nejlikväxtart som beskrevs av John Forbes Royle, Michael Pakenham Edgeworth och Hook. f. Arenaria orbiculata ingår i släktet narvar, och familjen nejlikväxter. Inga underarter finns listade i Catalogue of Life.